# Lankascincus greeri
Lankascincus greeri là một loài thằn lằn trong họ Scincidae. Loài này được Batuwita & Pethiyagoda mô tả khoa học đầu tiên năm 2007.